# Рамат-ха-Шарон
Рама́т-ха-Шаро́н (ивр. רמת השרון‎) — город в Израиле, находится в Тель-Авивском округе, входит в агломерацию Гуш-Дан, примыкает к Тель-Авиву с севера, и к Герцлии с юга.
Основан в 1923 году, в 1949 году получил статус отдельного населённого пункта. Несмотря на то, что Рамат-ха-Шарон отвечал всем необходимым требованиям для получения статуса города, местные жители хотели, чтобы город оставался местным советом, пытаясь сохранить атмосферу маленького городка. Согласно правилам, министр внутренних дел выслушивает пожелания жителей относительно статуса. Именно поэтому Рамат-ха-Шарон стал городом только в 2002 году.
Занимаемая площадь — около 16,79 км². Предприятия по производству стрелкового оружия и боеприпасов.

## Население
По данным Центрального статистического бюро Израиля, население на начало 2020 года составляло 47 245 человек.